# Nieuil-l'Espoir
Nieuil-l'Espoir is een gemeente in het Franse departement Vienne (regio Nouvelle-Aquitaine) en telt 1904 inwoners (1999). De plaats maakt deel uit van het arrondissement Poitiers.

## Geografie
De oppervlakte van Nieuil-l'Espoir bedraagt 20,7 km², de bevolkingsdichtheid is 92,0 inwoners per km².
De onderstaande kaart toont de ligging van Nieuil-l'Espoir met de belangrijkste infrastructuur en aangrenzende gemeenten.

## Demografie
Onderstaande figuur toont het verloop van het inwonertal (bron: INSEE-tellingen).